# Stultum est dicere: putabam
Stultum est dicere: putabam (alla lettera: "è stolto dire: io credevo") è una locuzione latina utilizzata per indicare l'inutilità di ipotesi errate e soprattutto di allegare come giustificazione supposizioni erronee. La frase è presente anche nella variante stultum est dicere non putabam.

## Origine
Per il Vocabolario Treccani è una frase della tradizione scolastica, mentre da altri viene a volte attribuita a Cicerone, senza tuttavia indicare l'opera da cui sarebbe tratta.